# Gabriel Riesser

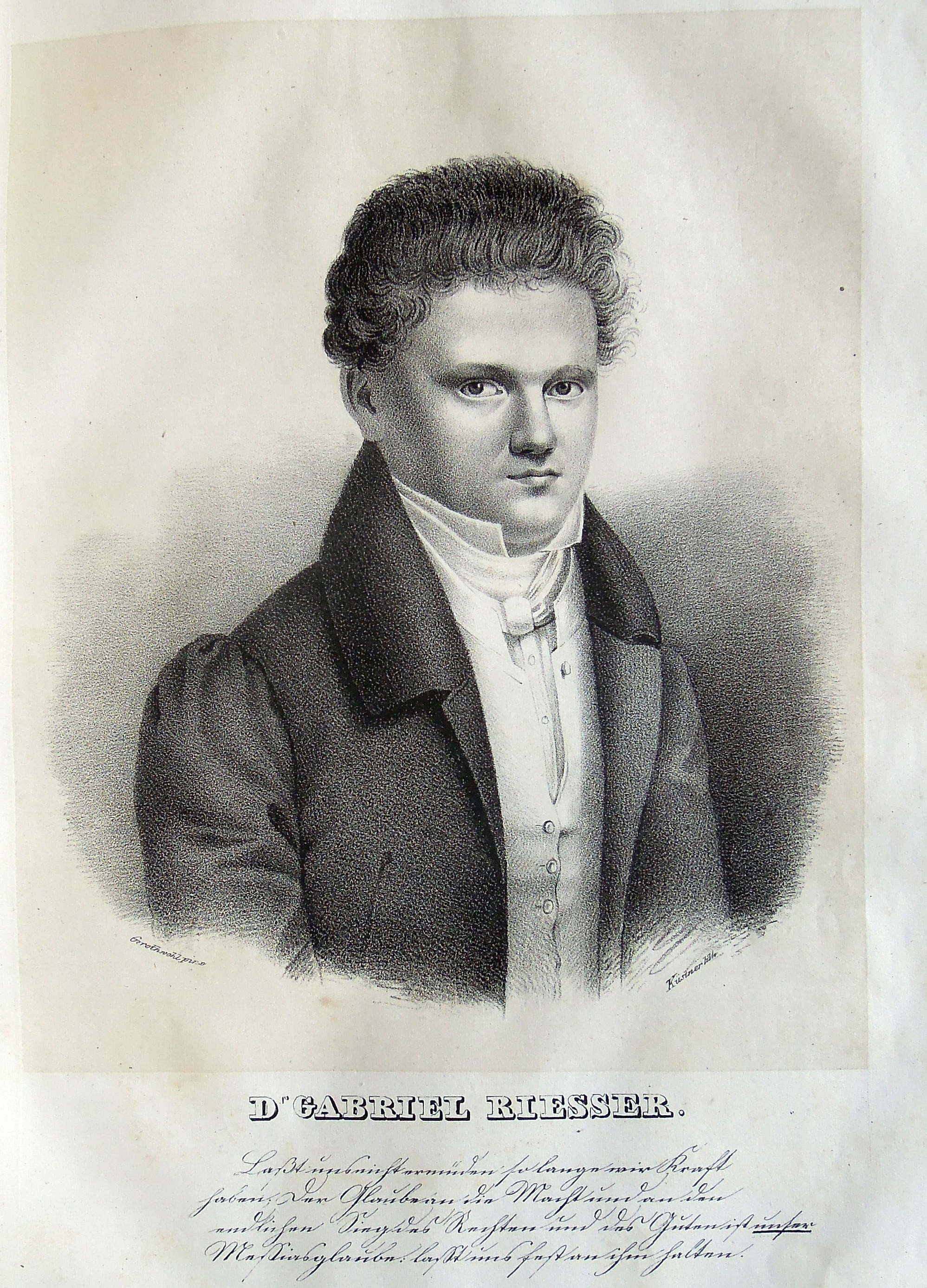
Gabriel Riesser (um 1834)

Gabriel Riesser (geboren 2. April 1806 in Hamburg; gestorben 22. April 1863 in Hamburg) war ein deutscher Jurist, Journalist und liberaler Politiker. Er war Rechtsanwalt, Notar, 1848/49 Abgeordneter in der Frankfurter Nationalversammlung, 1859–62 Mitglied und zeitweise Vorsitzender der Hamburgischen Bürgerschaft sowie ab 1859 als Obergerichtsrat der erste jüdische Richter in Deutschland.

## Leben

### Herkunft und Ausbildung
Gabriel Riessers Großväter waren beide Rabbiner. Sein Vater Eliesser Lazarus ben Katzenellenbogen mit dem angenommenen Namen Riesser (1763–1828) war für das Studium rabbinischen Rechts aus dem Nördlinger Ries nach Hamburg gezogen. Er arbeitete zunächst als Sekretär am jüdischen Gericht in Altona und später als Kaufmann in Hamburg. Gabriels Mutter war Frommaid Cohen (1767–1847), genannt Fanny, die Tochter des Altonaer Oberrabbiners Raphael Cohen (1723–1803). Gabriel war das sechste Kind der Familie.
Die Schulzeit verbrachte Riesser am Hamburger Johanneum und am Katharineum zu Lübeck. Während des Besuches des Johanneums wohnte er eine Zeitlang im Hause Heinrich Würzers, durch dessen fortschrittliche Einstellungen er wesentlich beeinflusst wurde und an welchen er sich zeitlebens mit Dankbarkeit erinnerte.
Von 1824 bis 1828 studierte Riesser Rechtswissenschaften, und zwar zunächst in Kiel und dann in Heidelberg, wo er 1826 promovierte. In Kiel näherte sich Riesser durch persönliche Freundschaften der Allgemeinen Burschenschafter an. In Heidelberg zählte Anton Friedrich Justus Thibaut zu Riessers Lehrern. Riesser gründete mit Hamburger Freunden in Heidelberg einen Gesprächszirkel, zu dem Ferdinand Haller, Gustav von Struve und Jakob Venedey gehörten. Als Doktor jur. schließt Riesser sein Studium summa cum laude ab.
Riesser blieb unverheiratet.

### Publizist in Hamburg und Frankfurt/Main
Riesser war zeitlebens ein Verfechter der Gleichberechtigung von Juden. Er selbst war mehrfach aufgrund seines Glaubens diskriminiert worden. In Heidelberg und Jena verweigerte man ihm nach seinem Studium die Ernennung zum Privatdozenten, in Hamburg ließ man ihn 1829 nicht als Anwalt zu. Er hatte sich in seinem Zulassungsantrag auf das Gleichbehandlungsprivileg berufen, das in Hamburg während der napoleonischen Besatzung gegolten hatte, und auf eine Bestandsschutzregelung aus Artikel 16 der Bundesakte. Mit der Begründung, ihm fehle das Bürgerrecht, das er als Jude nicht bekommen konnte, wurde sein Antrag abgelehnt.
Riesser veröffentlichte 1831 eine Schrift über die Stellung der Bekenner des mosaischen Glaubens in Deutschland und gründete 1832 die Zeitschrift Der Jude. Periodische Blätter für Religions- und Gewissensfreiheit, in der er für die Emanzipation der Juden in Preußen und ganz Deutschland stritt. Die Bezeichnung Jude galt als Schimpfwort. Riesser hatte den Titel jedoch absichtlich gewählt („Wenn ein ungerechter Haß an unserem Namen haftet, sollen wir ihn dann verleugnen, anstatt [...] ihn zu Ehren zu bringen?“).
1832 wurde Riesser Mitglied in der am 12. Juni 1808 unter dem Grand Orient de France eröffneten Freimaurerloge L’Aurore naissante („Zur aufgehenden Morgenröte“) in Frankfurt am Main, in der auch Ludwig Börne, Berthold Auerbach, Isaak Markus Jost und Michael Creizenach Mitglied waren. Auf Anregungen der Logenbrüder entstanden verschiedene Denkschriften zur Judenemanzipation, von denen die für den badischen Landtag von 1833 umfassend seine juristischen und politischen Argumente enthält. Zur politischen Unterstützung seiner Bestrebungen gründete er 1833 das Comité zur Verbesserung der bürgerlichen Verhältnisse der Juden. Nach Übergriffen gegen Juden bei den Kaffehauskrawallen 1835 in Hamburg setzte er sich persönlich ein.
In Hamburg gehörte Gabriel Riesser zu den Stammgästen des Salons von David Assur und Rosa Maria Assing und beteiligte sich auch noch nach dem Tod der Gastgeberin an dramatischen Rezitationsabenden, die von deren Töchtern Ottilie und Ludmilla Assing unter der Regie von Karl Gutzkow veranstaltet wurden. In ihr Tagebuch notierte Rosa Maria Assing am 23. Januar 1831:

„Sonntag Abend bei Steinheims. Wir treffen dort öfters Doctor Riesser, einen lebhaften und unterrichteten jungen Mann, der kürzlich eine Schrift Ueber die bürgerliche Stellung der Juden herausgegeben hat, die ganz vortrefflich seyn soll. Assing hat sie gelesen und ist seitdem besser gegen Riesser gesinnt, der uns im Anfang nicht recht zusagen wollte. Er scheint ganz ein Kind seiner Zeit wie jetzt die jungen Leute sind, bei welchen Geist, Klugheit und Verstand vorwalten, dazu Jurist, der scharf scheidet und sondert, und meist von dem Gesichtspunkt des Rechts ausgeht. Seine Sprache und äußeres Wesen ist das eines gebildeten Mannes.“

Ab 1836 lebte er in Bockenheim bei Frankfurt am Main und veröffentlichte die Jüdischen Briefe (Berlin 1840–42, 2 Hefte), die ihm ein bescheidenes, aber ausreichendes Honoror einbrachten.

### Notar und Parlamentsabgeordneter

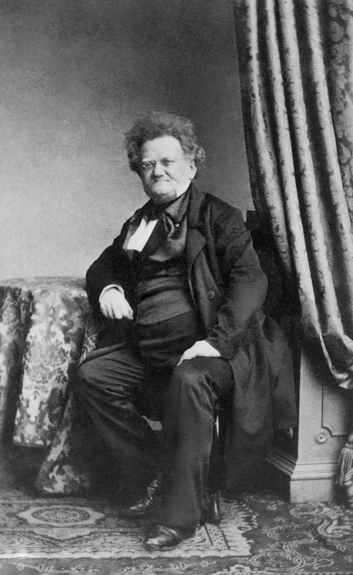
Riesser (um 1856)

Im Mai 1840 verabschiedete der Hamburger Senat eine Ausnahmeregelung, wonach „künftighin auch ein oder zwei Mitglieder der hiesigen israelitischen Gemeinde, wenn sie sonst dazu qualifiziert wären, Notare werden könnten“. Hintergrund des Sinneswandels des Senates war der Tod des jüdischen Notars Meyer Israel Bresselau, den die Franzosen 1811 in Hamburg zum Notar bestellt hatten und auf dessen Stelle Riesser sich bewarb. Einer seiner Fürsprecher war sein ehemaliger Kommilitone Haller. Am 25. September 1840 wurde Riesser als Notar vereidigt.
Er war von 1840 bis 1843 Mitglied der Direktion des Hamburger Tempelvereins.
Im März 1848 war Riesser Abgeordneter im Frankfurter Vorparlament um dann vom 18. Mai 1848 bis zum 26. Mai 1849 Abgeordneter für das Herzogtum Lauenburg in der Frankfurter Nationalversammlung zu sein. Dort wurde er in den Verfassungsausschuss und zweimal auf kürzere Zeit zum Vizepräsidenten der Versammlung gewählt. Er gehörte zunächst der linksliberalen Fraktion Württemberger Hof an, nach deren Spaltung dem Augsburger Hof und schließlich dem „Nürnberger Hof“. Riesser wandte sich energisch gegen antisemitische Bestrebungen, die etwa von dem gemäßigten Linken Moritz Mohl und dem Radikaldemokraten Wilhelm Marr ausgingen.
Sein Einsatz war von entscheidender Bedeutung bei der Verabschiedung von § 146 der Paulskirchenverfassung: „Durch das religiöse Bekenntnis wird der Genuß der bürgerlichen und staatsbürgerlichen Rechte weder bedingt noch beschränkt“. Nachdem im Februar 1849 die Grundrechte des deutschen Volkes der Paulskirchenverfassung in Kraft getreten waren, konnte Riesser Hamburger Bürger werden. Riesser war Mitglied der Kaiserdeputation, die Friedrich Wilhelm IV. am 3. April 1849 die deutsche Kaiserkrone anbot. Als Höhepunkt seines parlamentarischen Wirkens gilt seine „Kaiserrede“, gehalten am 21. März 1849. Von der Ablehnung der Krone durch Friedrich Wilhelm IV. tief enttäuscht, erklärte Riesser am 26. Mai 1849 seinen Austritt aus der Nationalversammlung.
Auf dem Unionsreichstag in Erfurt 1850 verteidigte er den Liberalismus gegen die Angriffe der Gerlach-Stahl’schen Partei.

1857 legte er sein Amt als Notar nieder. Von 1859 bis 1862 war er Mitglied, zeitweise auch Vorsitzender der Hamburgischen Bürgerschaft, die durch die Verfassungsreform von 1859 von der Versammlung der Haus- und Grundbesitzer zur Volksvertretung geworden war. Zudem wurde er 1859 Obergerichtsrat und damit der erste jüdische Richter in Deutschland. Er starb 1863 an einem Zahn-Geschwulst. 

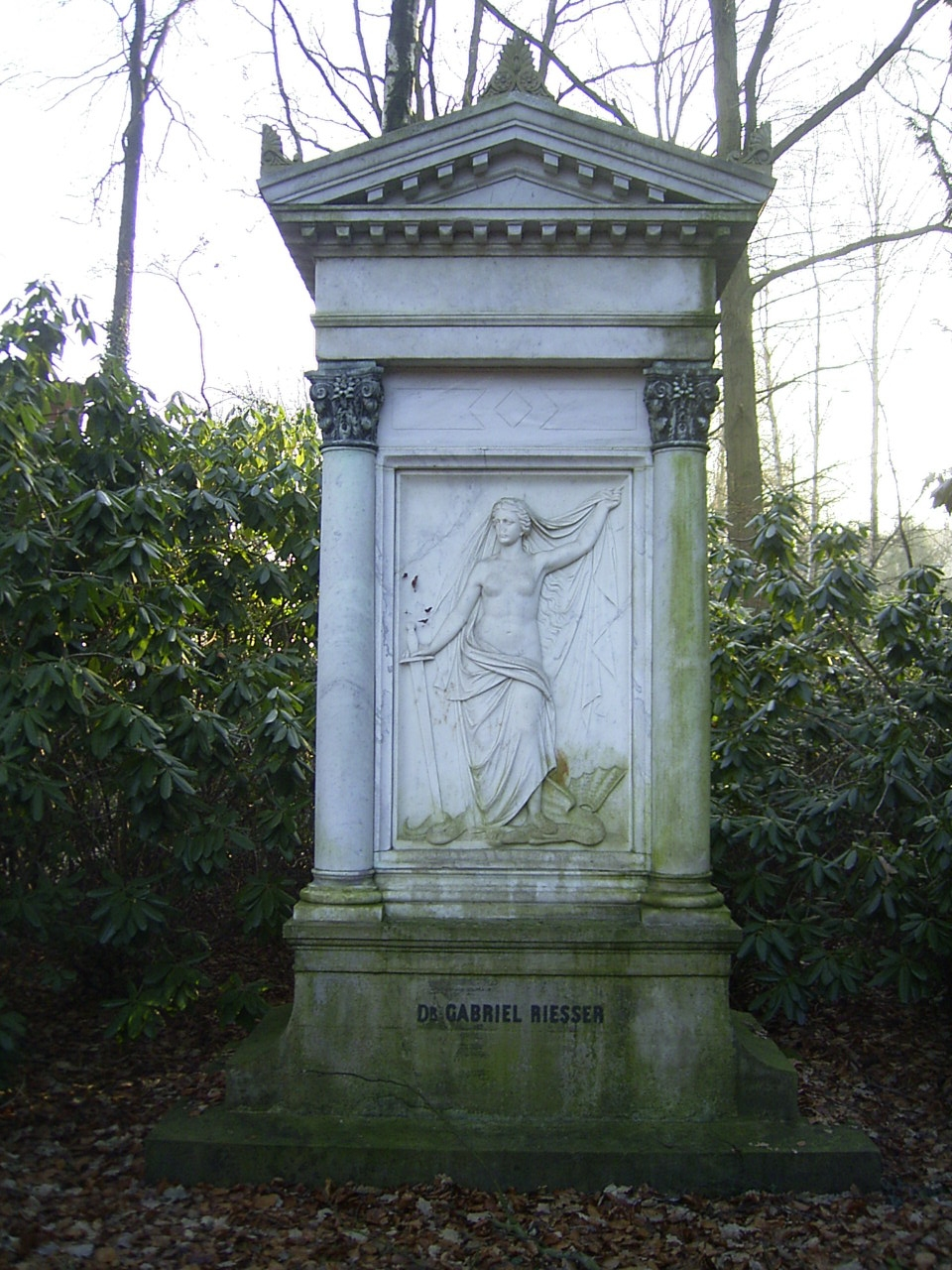
Grabmal Riessers auf dem jüdischen Friedhof in Hamburg-Ohlsdorf

### Miszellen
In einem bekannten Streitfall zwischen Heinrich Heine und Salomon Strauß nahm Riesser 1841 gegen Heine Stellung und forderte ihn zum Duell, distanzierte sich aber bald wieder von dem Vorstoß. Er ging nun zudem mehrfach auf Reisen nach England, Italien, Irland, Kanada, Kuba und in die USA. Die Erlebnisse verarbeitete er in Vorträgen und Aufsätzen.
Er wurde auf dem Grindelfriedhof der jüdischen Gemeinde in Hamburg beigesetzt. Als dieser Friedhof während des Nationalsozialismus aufgehoben wurde, wurde sein Grab, wie auch die anderen Gräber, auf den jüdischen Friedhof in Ohlsdorf verlegt.
Gabriel Riessers Neffe Jakob Riesser gehörte der Weimarer Nationalversammlung und dem Reichstag der Weimarer Republik für die DVP an, dessen Söhne und damit Großneffen von Riesser waren der Diplomat Hans Eduard Riesser und der Pharmakologe Otto Riesser.

### Ehrungen
Die heutige Lichtwarkstraße in Hamburg-Eppendorf wurde von 1921 bis 1939 offiziell „Gabriel-Riesser-Straße“ genannt. Bis 1933 wurde er im Hamburger Adressbuch als „der erste Richter jüdischer Religion in Deutschland, Vorkämpfer d. Judentum, Mitgl. d. Frankf. National-Vers. und M.d.B.“ gewürdigt. Danach nur noch als „Mitgl d. Frankf. National Vers. und M.d.B.“ erwähnt.
Sein Porträt, ein Säulenrelief, in der Hamburger Rathaushalle wurde 1933 entfernt und 1948 wiederhergestellt.
Nach Riesser ist die Riesserstraße in Hamburg-Hamm benannt.

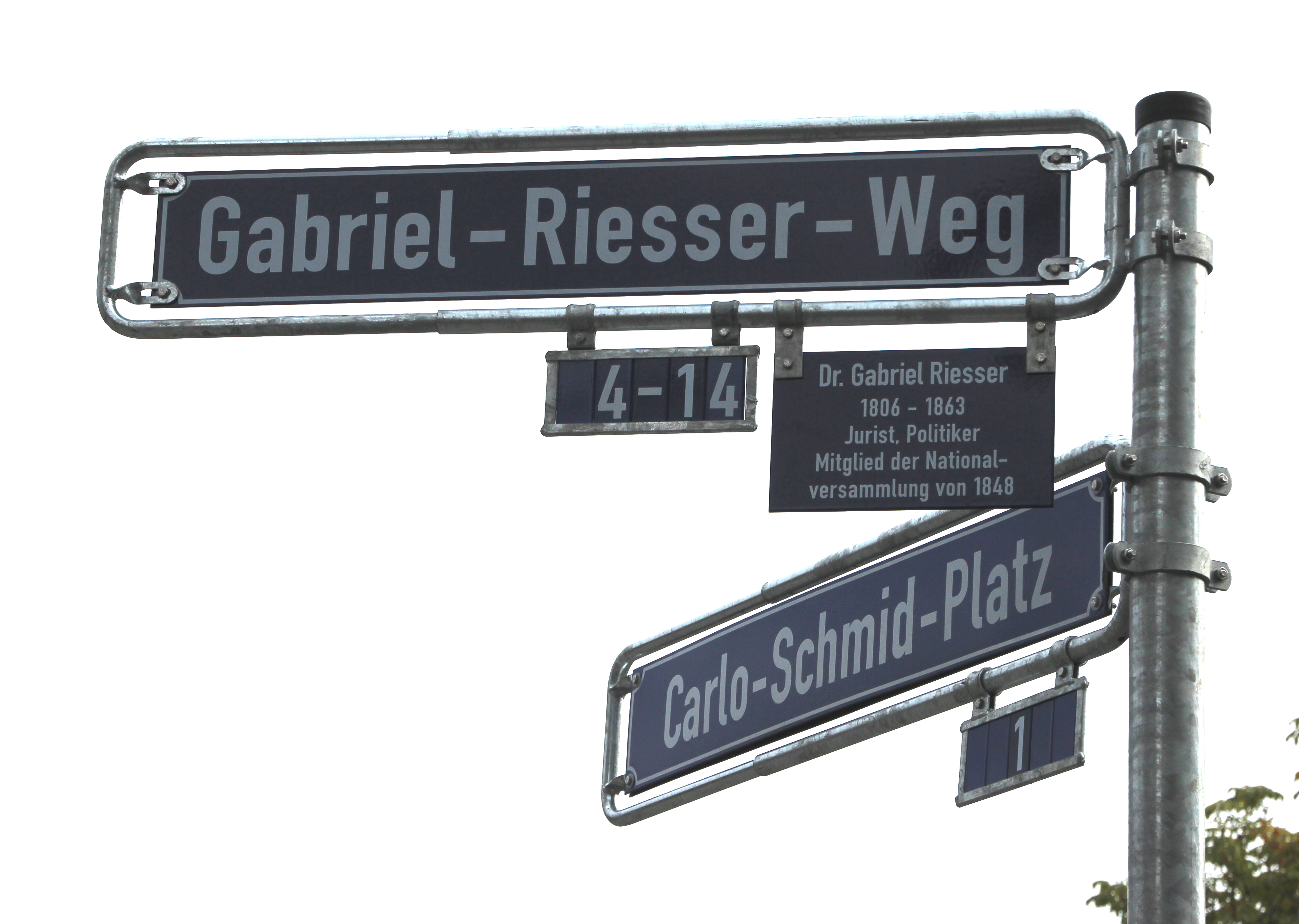
Gabriel Riesser und Carlo Schmid, zwei Parlamentarier und Juristen als Nachbarn

Im Jahre 2014 erhielt im Zuge der Bebauung des Kulturcampus im Frankfurter Stadtteil Bockenheim eine neue Straße den Namen „Gabriel-Riesser-Weg“.
Auch der „Gabriel-Riesser-Saal“ erinnert an ihn, ein großer Gemeindesaal für säkulare Zwecke im 1931 neu errichteten Israelitischen Tempel in der Hamburger Oberstraße.
Die Moses Mendelssohn Stiftung ließ 2022 in Hamburg-Harburg in der Yorkstraße ein Studentenappartement-Haus errichten, das den Namen „Gabriel Riesser-Haus“ trägt.

## Werke
- Über die Stellung der Bekenner des mosaischen Glaubens in Deutschland. An die Deutschen aller Confessionen. Hammerich, Altona 1831. (Digitalisat)
- Ein Wort über die Zukunft Deutschlands. Hamburg 1848. (online auf pkgodzik.de; PDF; 55 kB)
- Schluß-Rede des Abgeordneten Riesser über den Welcker'schen Antrag: gehalten in der 190sten Sitzung der verfassunggebenden Reichs-Versammlung zu Frankfurt a. M.. Nebst dem Resultate der namentlichen Abstimmung über den Antrag des Verfassungs-Ausschusses, Frankfurt am Main: Osterrieth, 21. März 1849 (online), sog. Kaiserrede.
- Zum Verfassungs-Streit. Langhoff, Hamburg 1850. (Digitalisat)
- Meyer Isler (Hrsg. im Auftrag des Comitee der Riesserstiftung): Gesammelte Schriften. 4 Bände. Frankfurt am Main / Leipzig 1867–1868. (Digitalisat Band 1), (Band 2), (Band 3), (Band 4)